# Lúcio Papírio Cursor (tribuno consular em 387 a.C.)
Lúcio Papírio Cursor (em latim: Lucius Papirius Cursor) foi um político da gente Papíria nos primeiros anos da República Romana eleito tribuno consular por duas vezes, em 387 e 385 a.C.. Avô de Lúcio Papírio Cursor, cônsul em 326, 320, 319, 315 e 313 a.C..

## Tribunato consular (387 a.C.)
Em 387 a.C., foi eleito tribuno consular com Lúcio Emílio Mamercino, Lúcio Valério Publícola, Cneu Sérgio Fidenato Cosso e Licínio Menênio Lanato.
Os tribunos da plebe responderam à questão do assentamento do Pântano Pontino, tomado dos volscos, e criaram quatro novas tribus, Stellatina, Tromentina, Sabatina e Arniense, elevando o número total de tribos a vinte e cinco.

## Segundo tribunato consular (385 a.C.)
Em 385 a.C. foi eleito novamente, desta vez com Tito Quíncio Capitolino, Lúcio Quíncio Cincinato Capitolino, Públio Cornélio, Lúcio Emílio Mamercino e Cneu Sérgio Fidenato Cosso.
Neste ano, Aulo Mânlio convenceu o Senado a nomear Aulo Cornélio Cosso ditador para enfrentar a enésima invasão dos volscos (apoiados por latinos e hérnicos) e por causa do alto grau de tensão interna por causa do avanço dos pedidos da plebe graças à ajuda do patrício Marco Mânlio Capitolino.

## Censor (393 a.C.)
É possível que este seja o mesmo Lúcio Papírio Cursor que foi eleito censor com Caio Júlio Julo em 393 a.C..